# К собственным стихам
«К со́бственным стиха́м» — условное название стихотворения римского поэта Гая Валерия Катулла, включённого в состав посмертного сборника («Книги Катулла Веронского») под номером 42. Автор посылал какой-то женщине свои стихи на восковых табличках, а потом она отказалась эти стихи вернуть. Поэтому Катулл скликает свои стихи, чтобы они потребовали возвращения табличек.
Исследователи отмечают, что поэт здесь апеллирует к древнему юридическому обычаю: в некоторых ситуациях человек мог не обращаться в суд, а собрать друзей, окружить обидчика в людном месте и хором потребовать от него возмещения ущерба.
О какой именно женщине идёт речь, неясно. Некоторые комментаторы полагают, что это Амеана или Лесбия, но материала для обоснованных гипотез нет.